# Mutter (single van Rammstein)
Mutter (Duits voor 'moeder') is een single van de Duitse band Rammstein. Het nummer is afkomstig van het gelijknamige album Mutter.

## Het nummer
Till Lindemann en Richard Kruspe bevestigden dat het nummer een verwijzing is naar de ongelukkige relaties met hun moeders tijdens hun jeugd. De tekst vertelt het verhaal van een kind dat geboren is in een experiment, en dus geen echte vader of moeder heeft. De deprimerende teksten beschrijven zijn plan om zijn moeder en hemzelf te doden. Helaas voor hem lukt het steeds niet om zichzelf te doden, in plaats daarvan muteert hij alleen maar meer. 
De video voor Mutter volgt de verhaallijn van het lied, waarbij het "kind" zijn moeder doodt en haar vervolgens in een rivier dumpt; het eindigt met het "kind" in een kooi of een kerker.
De single bevat ook een instrumentaal nummer, 5 / 4, dat gespeeld werd als intro voor de liveshows sinds 2000, maar werd niet uitgebracht tot 2002.

## Tracklist
1. Mutter (Radio Edit) - 3:40
2. Mutter (Vocoder Remix) - 4:32
3. 5/4 - 5:30
4. Mutter (Sono's Inkubator Remix) - 7:22

- de 2-track editie bevat Mutter (Radio Edit) en 5/4.

## NPO Radio 2 Top 2000
| Nummer met noteringen in de NPO Radio 2 Top 2000 | '17 | '18 | '19 | '20 | '21 | '22 | '23 | '24 |
| ------------------------------------------------ | --- | --- | --- | --- | --- | --- | --- | --- |
| Mutter                                           | 610 | 523 | 534 | 695 | 673 | 498 | 619 | 711 |

1. ↑  Een vetgedrukt getal geeft de hoogste notering aan.
2. ↑  2017 was het eerste jaar met een notering voor dit nummer.